# Tötungsanstalt Hadamar

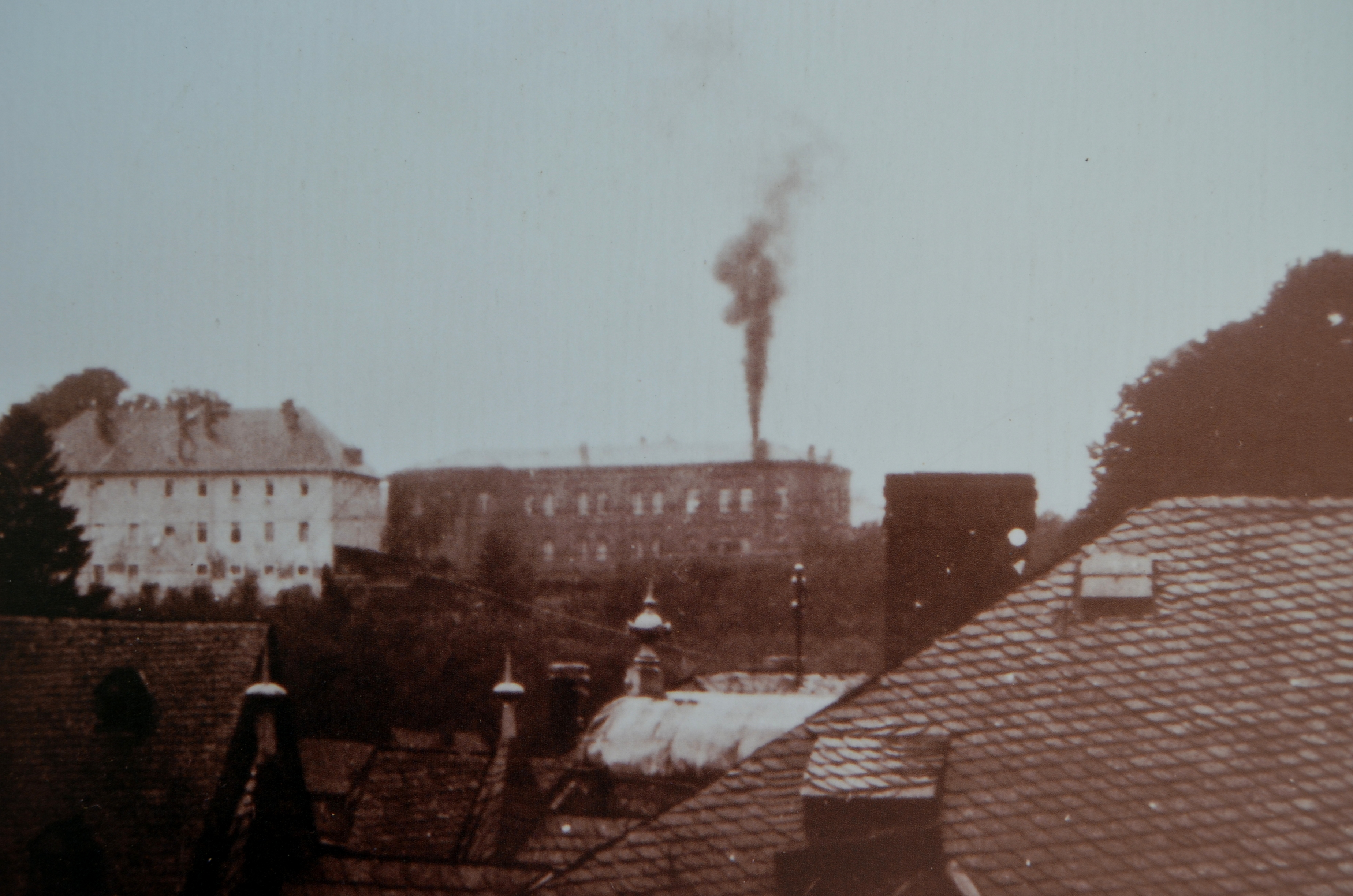
Hadamaransicht mit Rauchfahne des Krematoriums

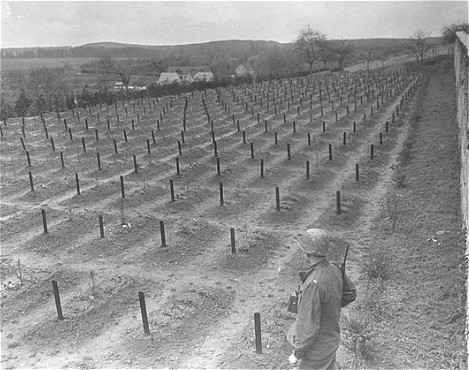
Friedhof nach der Befreiung, April 1945

In der Tötungsanstalt Hadamar im mittelhessischen Hadamar wurden zwischen Januar 1941 und März 1945 bei den Krankenmorden der sogenannten Aktion T4 und der anschließenden „dezentralen Euthanasie“ etwa 14.500 Menschen mit Behinderungen, psychischen oder somatischen Erkrankungen in einer Gaskammer oder durch tödliche Injektionen und Medikationen, sowie durch vorsätzliches Verhungernlassen, ermordet. Die Anstalt war im heutigen Altbau der Vitos Klinik für Psychiatrie und Psychotherapie Hadamar auf dem Mönchberg untergebracht. An die Verbrechen erinnert heute die Gedenkstätte Hadamar.

## Tötungsanstalt Hadamar

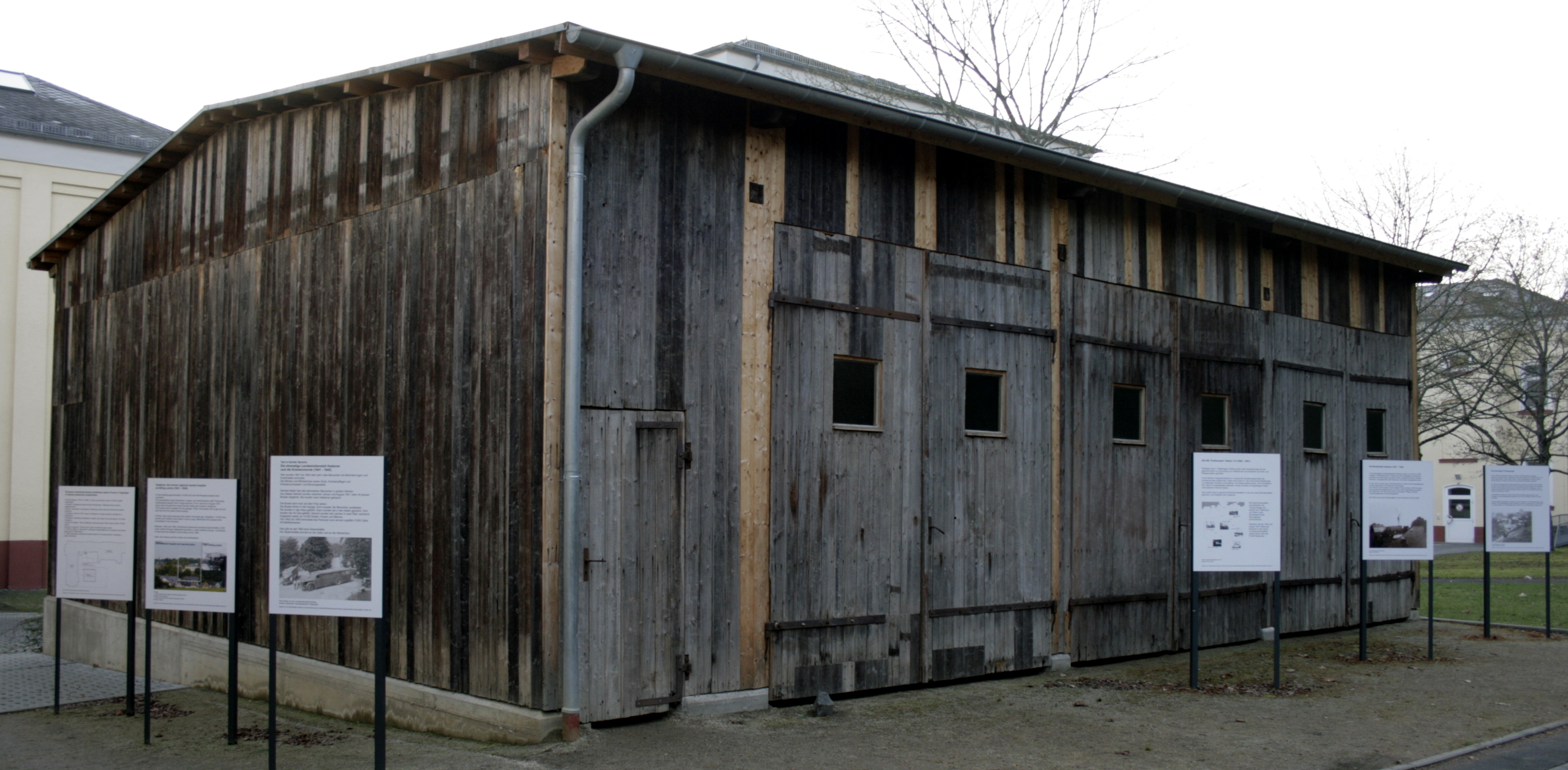
Garage der grauen Busse, mit denen Menschen in die Tötungsanstalt gebracht wurden. Heute Teil der Gedenkstätte.

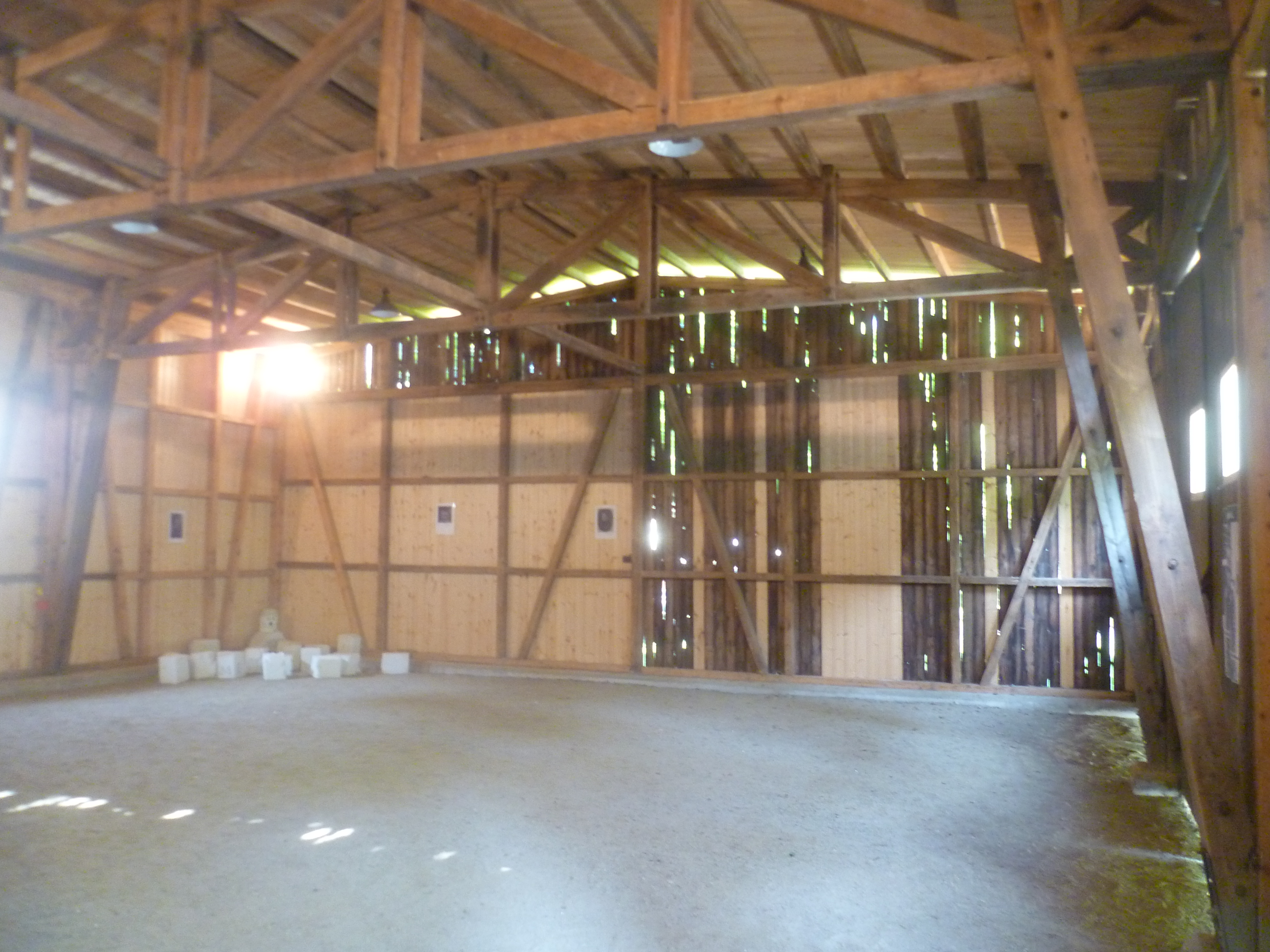
Innenansicht der Busgarage

In einem Flügel des Hauptgebäudes der Landesheilanstalt Hadamar wurde im November 1940 auf Veranlassung von Fritz Bernotat die sechste NS-Tötungsanstalt des Deutschen Reichs für das nationalsozialistische Euthanasie-Programm (im Nachkriegssprachgebrauch Aktion T4) als Ersatz für die im Herbst 1940 geschlossene NS-Tötungsanstalt Grafeneck eingerichtet, nachdem die Provinz Hessen-Nassau die Anstaltsleitung an die Zentraldienststelle T4 in Berlin abgegeben hatte. Die Landesheilanstalt Hadamar war die letzte der sechs späteren Tötungsanstalten, die von den jeweiligen Gebietskörperschaften in die Hoheit des Reichs übergingen. Hierzu war ein Teil der Anstalt vom Oberpräsidenten der Provinz Hessen-Nassau an die Gemeinnützige Stiftung für Anstaltspflege, einer Tarnorganisation der mit der Durchführung der Krankenmorde beauftragten Kanzlei des Führers, verpachtet worden. Es entstand eine Kombination einer Vergasungsanstalt mit einer Landesheilanstalt. Sie wurde weiterhin vom Bezirksverband Nassau betrieben, der auf Initiative von Bernotat auch mindestens 25 Personen aus seinem eigenen Personal für den Einsatz in der nun „Landesheil- und Pflegeanstalt Hadamar“ genannten Einrichtung abstellte.
Unmittelbar darauf traf ein Abgesandter der Berliner Reichskanzlei mit Decknamen Hase erste Vorbereitungen zum Umbau der Anstalt. Neben der Einrichtung von Büro-, Schlaf- und Gesellschaftsräumen für das neue Personal wurden die Gaskammer und das angeschlossene Krematorium gebaut.  Die Umbauarbeiten der Kellerräumlichkeiten wurden von Fritz Schwerwing, einem Schwager von Fritz Bernotat, und anderen Installateuren ausgeführt, die bevorzugt nicht aus der Region kamen. Kurz vor Weihnachten erreichte dann das extra für das Euthanasie-Programm ausgewählte Ärzte- und Pflegepersonal sowie drei graue Omnibusse der Gekrat den Ort. Das bisherige Personal wurde zum Stillschweigen über die künftigen Vorgänge verpflichtet.
An Personal wurden in der 1. Phase der Morde 1941 eingesetzt:
| Transport                                    | Mordabteilung                                                                                     | Verwaltung | Wirtschaftsabteilung                                                                 |
| ca. 7 Personen                               | ca. 25 Personen                                                                                   | ca. 20 Personen | ca. 20 Personen                                                                      |
| - Transportleiter - Fahrer - Begleitpersonal | - Leitender Arzt - Oberpfleger/-schwester - Pfleger/Schwester - Fotoabteilung - Leichenverbrenner | - Verwaltungsleiter - Standesamt - Trostbriefabteilung - Aktenverwaltung - Kleidernachlass - Urnenversand - Abwicklung Grafeneck - Poststelle - Personalabteilung | - Wirtschaftsleiter - Kantine/Küche - Waschküche - Heizung - Werkstätten - Gärtnerei |

### Opfer
Die Herkunft der Opfer war durch das vorgegebene Einzugsgebiet der seit 1907 bestehenden Landesheil- und Pflegeanstalt Hadamar bestimmt. In Hadamar wurden ab 1941 Menschen mit Behinderungen und psychischen Erkrankungen aus Heilanstalten der preußischen Provinzen Hessen-Nassau, Westfalen, Hannover und der Rheinprovinz sowie der Länder Hessen, Baden und Württemberg ermordet.

#### Zentrale Krankenmorde 1941 (T4)

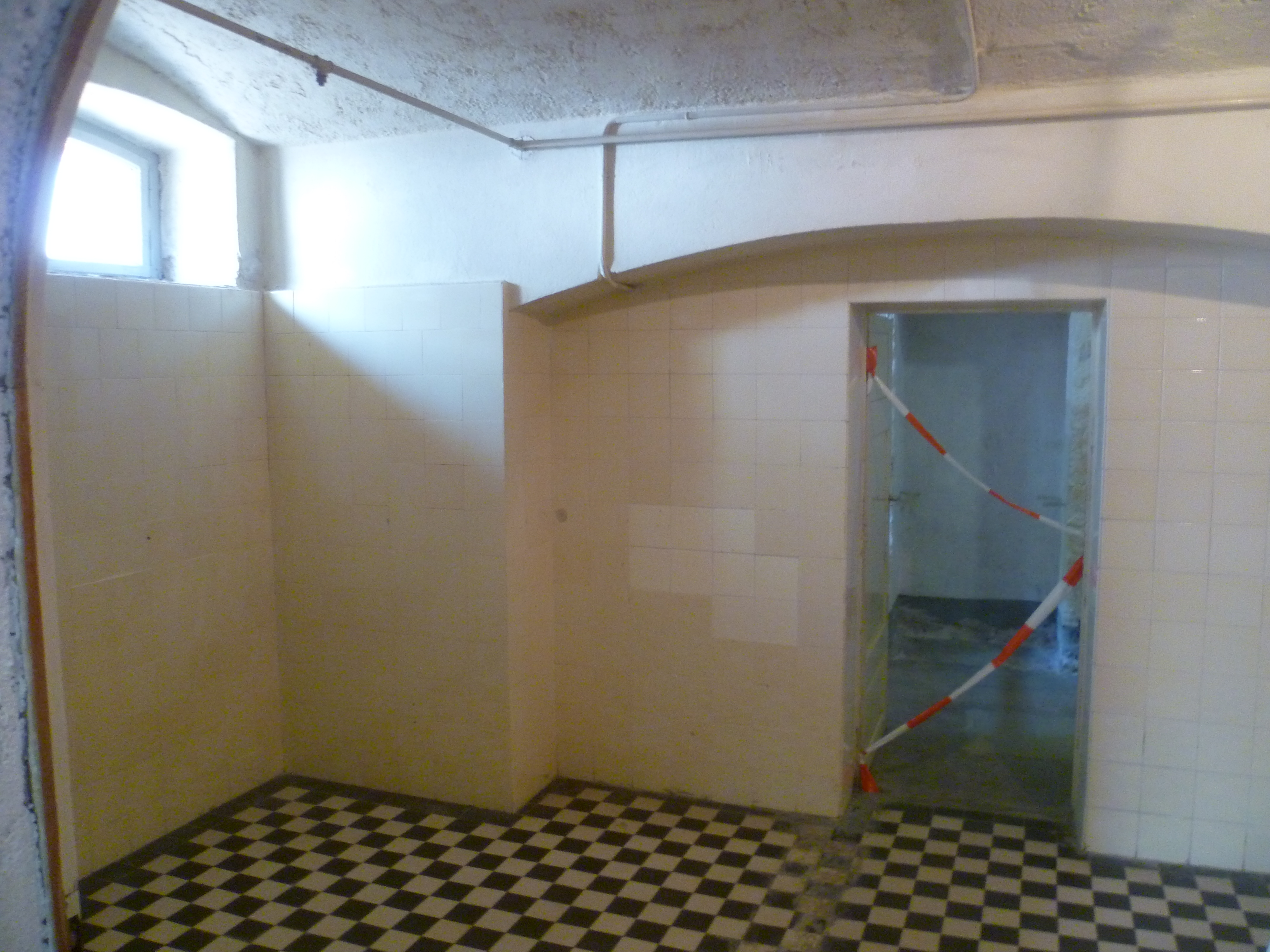
Die Gaskammer in Hadamar

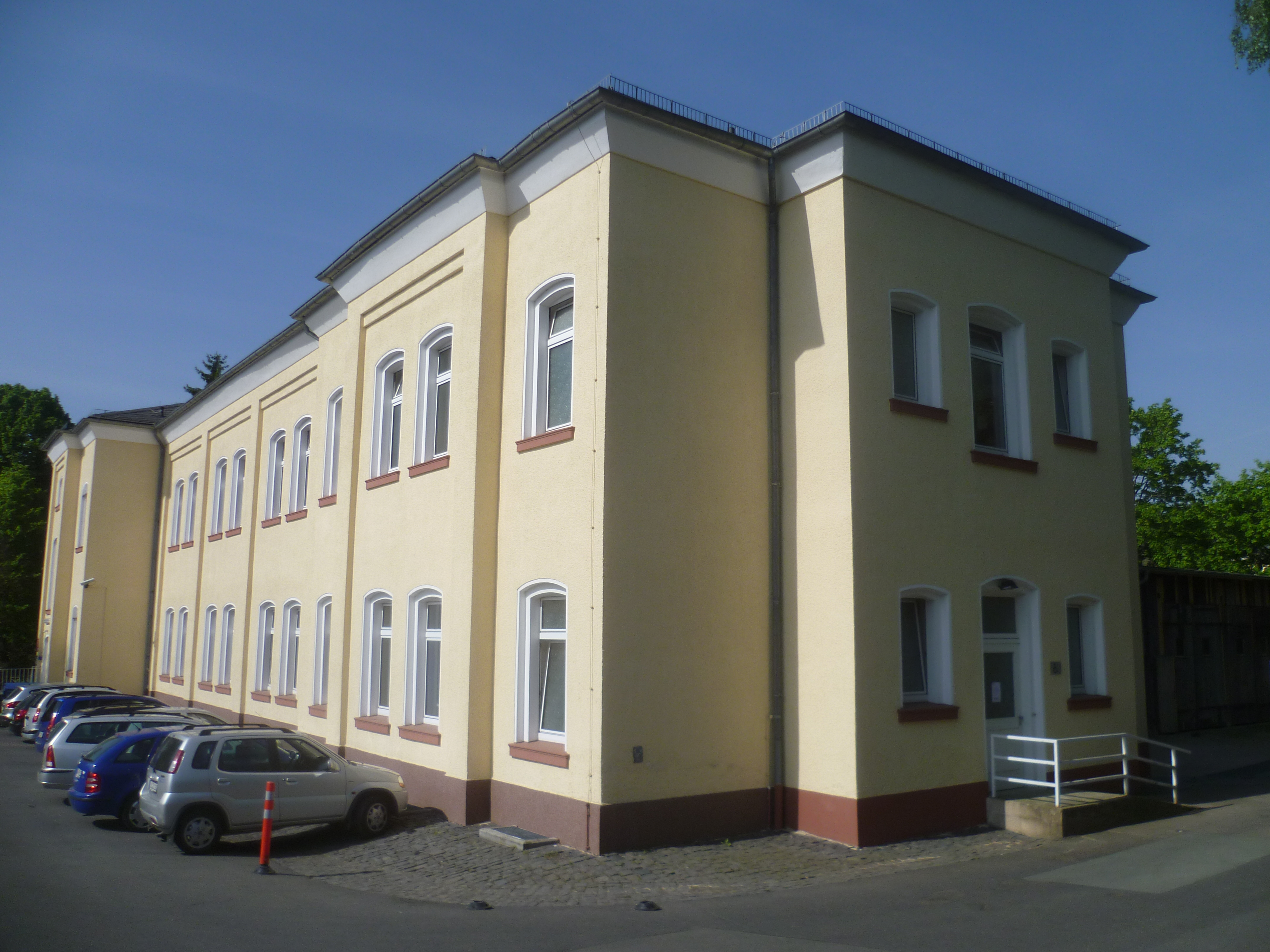
In diesem Gebäude befanden sich Gaskammer und Krematorium

Gemäß aktualisierter Opferliste der Gedenkstätte Hadamar (Stand 2010) betrug die Opferzahl 10.122. Die Menschen wurden nach einer oberflächlichen ärztlichen Befragung in einer als Duschraum getarnten Gaskammer mit Kohlenstoffmonoxid ermordet. Danach wurden gekennzeichnete Opfer seziert und Gehirne u. a. an die Universitäts-Nervenklinik in Frankfurt oder auch ganze Leichen nach Würzburg zu Professor Werner Heyde gebracht. Die Leichen wurden, nachdem Goldzähne herausgebrochen worden waren, dann im anstaltseigenen Krematorium in einer Ofenanlage von Kori verbrannt. Durch die Rauchwolken des Krematoriums, den Geruch nach verbrannten Leichen und durch Berichte des Anstaltspersonals hätten die Einwohner von Hadamar und Umgebung die systematischen Ermordungen zumindest vermuten können. Das NS-Sonderstandesamt Hadamar-Mönchberg versandte an Angehörige gefälschte Sterbeurkunden. Nach übereinstimmenden Zeugenaussagen wurde im Sommer 1941 die Verbrennung des 10.000sten Patienten gefeiert, bei der sämtliche Angestellte eine Flasche Bier erhielten.
Für die Selektion zur Ermordung waren Arbeitsleistung (unzureichend oder nicht arbeitend) und Verhalten (störend, gefährlich, unruhig oder abgestumpft) die entscheidenden Kriterien. 328 jüdische Patienten aus 41 Anstalten wurden vom 4. bis 15. Februar 1941 unabhängig von einer Diagnose oder Arbeitsfähigkeit nur aufgrund ihrer jüdischen Herkunft ermordet.
Nach der Hartheimer Statistik wurden in der Tötungsanstalt Hadamar in den acht Monaten zwischen dem 13. Januar 1941 und dem 1. September 1941 insgesamt 10.072 Menschen ermordet. Auf Anordnung Adolf Hitlers wurde diese Mordphase mit dem Datum 24. August 1941 eingestellt. Dazu hatte unter anderem der Protest der katholischen Kirche beigetragen. Der Limburger Bischof Antonius Hilfrich, in dessen Diözese Hadamar lag, schrieb am 13. August 1941 an das Reichsjustizministerium, dass in Hadamar „planmäßig Handlungen vollzogen werden, die nach § 211 StGB mit dem Tode zu bestrafen sind“.
Am 24. August 1941 reagierte Hitler auf die Predigt des Bischofs Graf von Galen, der die Krankenmorde angeprangert hatte und ließ die Gasmorde im Reich einstellen. Im Frühsommer 1942 demontierte die T4-Belegschaft die Installationen in der Gaskammer und die Krematoriumsöfen im Keller. Die Verbrennungsöfen gelangten vermutlich in die Vernichtungslager der Aktion Reinhardt. Ende Juli 1942 gab T4 den bis dahin gepachteten Standort Hadamar auf.
Am Ende dieser ersten Phase der sogenannten Erwachsenen-Euthanasie waren über 70.000 Kranke durch Gas getötet worden. Der Reichsbeauftragte für die Heil- und Pflegeanstalten, Herbert Linden, konnte daher feststellen, dass der Krankenbestand seit 1939 um 25 % abgenommen habe. Seine Zielvorgabe war jedoch, weitere 60 % der Klinikbetten in den Psychiatrien für eine Verwendung durch Bombenkriegsopfer und verwundete Soldaten freizumachen. Dies war Aufgabe der zweiten Phase des Euthanasie-Programms, die unter der Bezeichnung „wilde“, „dezentrale“, „Medikamenten-Euthanasie“ oder Aktion Brandt bekannt wurde. Im Gegensatz zum bisherigen Vorgehen wurde nicht mehr in wenigen zentralen Anstalten durch Gas getötet, sondern in zahlreichen Anstalten im ganzen Reich durch gezielte Mangelernährung bis zum Hungertod und durch Überdosen von Medikamenten wie Luminal, Veronal bzw. Injektionen von Morphin-Skopolamin oder einfach Luft.
In der Zentraldienststelle T4 war bis zum Sommer 1942 noch nicht bekannt, ob die Gasmorde nach dem Stopp wieder aufgenommen werden würden. Bis endgültige Klarheit darüber bestand, wurden die NS-Tötungsanstalten weiter in Bereitschaft gehalten. Das Pflegepersonal wurde teils an Heil- und Pflegeanstalten abgeordnet oder für den sogenannten Osteinsatz verwendet, das heißt in den Vernichtungslagern der Aktion Reinhardt.
Im Sommer 1942 war in Berlin die endgültige Entscheidung gefallen, dass die Gasmordaktion nicht mehr fortgeführt und die Vergasungsanstalten aufgelöst werden. In Hadamar wurden daher die entsprechenden Anlagen entfernt, benutzte Gebäudeteile wieder in den Ursprungszustand versetzt und die Räumlichkeiten für ihre vormalige Nutzung hergerichtet. Die Arbeiten in Hadamar waren bis Ende Juli beendet, sodass die Anstalt am 31. Juli 1942 in die Trägerschaft des Bezirksverbandes Nassau in Wiesbaden zurückgegeben werden konnte, der ab dem 1. August 1942 die Landesheilanstalt wieder komplett betrieb.

#### Regionale Mordphase 1942 bis 1945

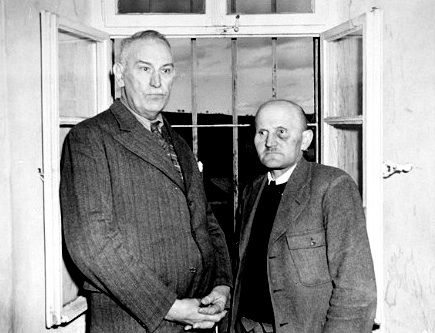
Oberarzt Wahlmann mit Hilfspfleger Karl Willig (rechts) nach ihrer Festnahme im April 1945

Auf Geheiß von Landesrat Fritz Bernotat übernahm Oberarzt Adolf Wahlmann die ärztliche Leitung. Er sollte die Morde in der zweiten Phase ausführen und als Feigenblatt für eine medizinische Intention dienen. Landessekretär Alfons Klein führte die Verwaltungsgeschäfte, wobei Klein, der im Gegensatz zu Wahlmann als „parteipolitisch zuverlässig“ galt, selbst eine ärztliche Leitungsbefugnis von Bernotat erhielt und ausübte. Unter der Verantwortung dieser beiden Männer wurden ab August 1942 die Morde an behinderten und psychisch kranken Menschen fortgesetzt, jetzt jedoch nicht mehr in einer Gaskammer, sondern durch von Ärzten und Pflegern verabreichte Injektionen, überdosierte Medikamente sowie durch planmäßiges und vorsätzliches Verhungernlassen. Im Gegensatz zur ersten Phase waren nicht nur Ärzte die todgebenden Täter, sondern ebenso Krankenschwestern und Pfleger.
Auf dem Anstaltsgelände wurde ein Friedhof eingerichtet, da das Krematorium demontiert worden war. Die auffällige Rauchwolke des Krematoriums gab es nicht mehr und, wenn keine Angehörigen zugegen waren, wurden die Opfer in Massengräbern mit bis zu 20 Leichen bestattet. Die Stadtverwaltung Hadamar unter Bürgermeister Maxeiner wurde nunmehr in das Mordsystem einbezogen, da durch die Auflösung des T4-Sonderstandesamtes Hadamar-Mönchberg die Sterbefälle durch das städtische Standesamt beurkundet werden mussten.
Der Kreis der zu ermordenden Menschen wurde in dieser zweiten Phase der Tötungsanstalt Hadamar noch zweimal erweitert. Im April 1943 wurde dort auf Anweisung des Reichsministeriums des Innern ein vorgebliches „Erziehungsheim für minderjährige jüdische Mischlingskinder“ und als jüdisch geltende Kinder aus staatlichen Fürsorgeeinrichtungen des Reichs eingerichtet. Bernotat ordnete am 15. Mai 1943 an, ihm alle so definierten Kinder in Anstalten des Bezirksverbandes Nassau zu melden. Zuvor waren diese Kinder im Gegensatz zu „Volljuden“ vor Deportation und Ermordung geschützt gewesen. Nun wurden sie in die allgemeine Vernichtung mit einbezogen: 39 „jüdische Mischlinge“ wurden nach Hadamar eingewiesen. 34 Kinder wurden durch Giftinjektionen ermordet, die restlichen fünf wurden auf energischen – auch juristischen – Druck ihrer Angehörigen hin wieder aus der Anstalt entlassen.
Ab Ende Juli 1944 wurden angeblich unheilbar an Tuberkulose erkrankte Ostarbeiter durch Giftinjektionen ermordet. Es handelte sich um 274 Männer, 173 Frauen und 21 Kinder im Alter von unter 15 Jahren, insgesamt um 468 Menschen. 375 waren Sowjetbürger und 63 Polen.
Zwischen dem 13. August 1942 und dem 24. März 1945 wurden 4.817 Menschen mit Behinderung oder psychischer Erkrankung nach Hadamar transportiert, die meisten davon durch die Gekrat, die Transportorganisation der T4. 4.422 von ihnen starben in diesem Zeitraum, der überwiegende Teil keines natürlichen Todes.
Erst die Besetzung Hadamars durch US-Truppen am 26. März 1945 beendete die bis zum Kriegsende anhaltende systematische Ermordung von Menschen. Insgesamt wurden in der Tötungsanstalt mindestens 14.494 Menschen umgebracht.

### „Zwischenanstalten“
Hadamar waren neun sogenannte „Zwischenanstalten“ zugeordnet, in die die zu ermordenden Menschen aus den einzelnen Heilanstalten ohne vorherige Information der Angehörigen in Sammeltransporten verlegt wurden. Von dort wurden sie je nach vorhandener Kapazität in Hadamar abgerufen und zur gezielten Ermordung abtransportiert.
| Bezeichnung                                | heutige Bezeichnung                                | Ort                                | Kreis                | Land          |
| ------------------------------------------ | -------------------------------------------------- | ---------------------------------- | -------------------- | ------------- |
| Landes-Heilanstalt Herborn                 | Vitos Herborn                                      | Herborn                            | Dillkreis            | Hessen-Nassau |
| Landes-Heilanstalt Weilmünster             | Klinikum Weilmünster                               | Weilmünster                        | Oberlahnkreis        | Hessen-Nassau |
| Landes-Heil- und Pflegeanstalt Eichberg    | Klinik für Psychiatrie und Psychotherapie Eichberg | Eltville am Rhein                  | Rheingaukreis        | Hessen-Nassau |
| Privat-Heilerziehungsanstalt Kalmenhof     | Kalmenhof                                          | Idstein                            | Untertaunuskreis     | Hessen-Nassau |
| Heilerziehungs- und Pflegeanstalt Scheuern | Stiftung Scheuern                                  | Nassau                             | Unterlahnkreis       | Hessen-Nassau |
| PHP Galkhausen                             | LVR-Klinik Langenfeld                              | Galkhausen, Langenfeld (Rheinland) | Rhein-Wupper-Kreis   | Rheinprovinz  |
| PHP Andernach                              | Rhein-Mosel-Fachklinik Andernach                   | Andernach                          | Landkreis Mayen      | Rheinprovinz  |
| PLK Wiesloch                               | Psychiatrisches Zentrum Nordbaden                  | Wiesloch                           | Landkreis Heidelberg | Baden         |
| Heilanstalt Weinsberg                      | Klinikum am Weissenhof                             | Weinsberg                          | Landkreis Heilbronn  | Württemberg   |

In den „Zwischenanstalten“ wurden Menschen nach Abschluss der ersten Phase der Aktion T4 in eigener Verantwortung der Anstaltsärzte dezentralisiert ermordet.

### Tötungsärzte

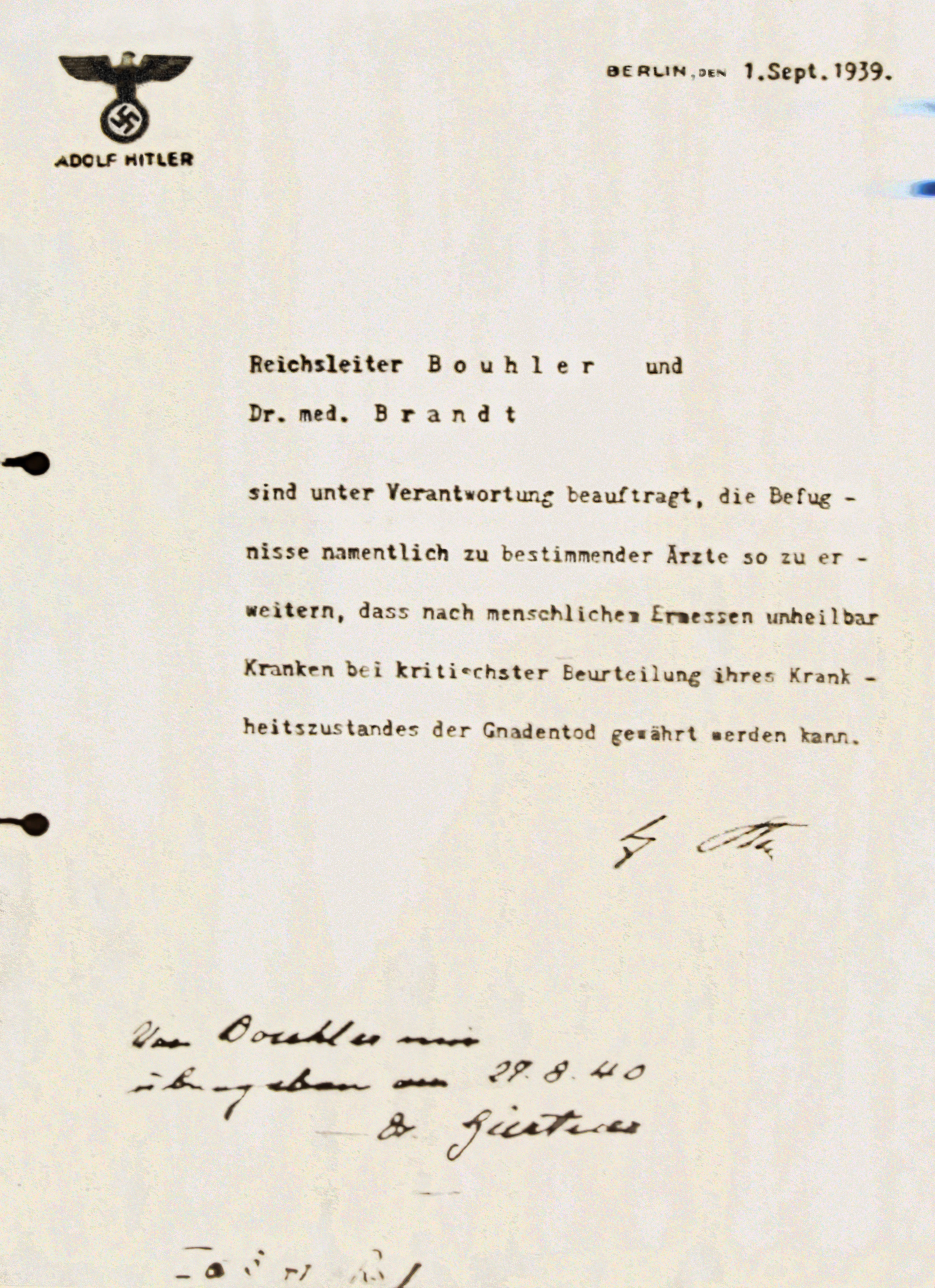
Das Ermächtigungsschreiben Hitlers vom 1. September 1939

Die T4-Organisatoren Viktor Brack und Karl Brandt ordneten an, dass die Tötung der Kranken ausschließlich durch das ärztliche Personal erfolgen durfte, da sich das Ermächtigungsschreiben Hitlers vom 1. September 1939 nur auf Ärzte bezog. Die Bedienung des Gashahns war somit Aufgabe der Vergasungsärzte in den Tötungsanstalten. Allerdings gab es auch Fälle, in denen nichtärztliches Personal den Gashahn betätigte. Alle Ärzte verwendeten im Schriftverkehr nach außen Tarnnamen. In Hadamar waren als Tötungsärzte tätig:
- Leiter: Ernst Baumhard („Dr. Moos“): Januar 1941 bis Juni 1941
- Leiter: Friedrich Berner („Dr. Barth“): Juni 1941 bis August 1941
- Leiter: Curt Schmalenbach („Dr. Palm“): Dezember 1941 bis Juli 1942
- Leiter: Adolf Wahlmann: 5. August 1942 bis April 1945
- Stellvertreter: Günther Hennecke („Dr. Fleck“): 13. Januar 1941 bis Juni 1941
- Stellvertreter: Bodo Gorgaß („Dr. Kramer“): 18. Juni 1941 bis August 1941

## Aufarbeitung
Die nationalsozialistische Justiz verfolgte die Straftaten nicht, nachdem es zu Ermittlungen einzelner Staatsanwaltschaften kam. Stattdessen wurden bei der Schlegelberger-Konferenz in Berlin unter dem kommissarischen Reichsminister der Justiz Franz Schlegelberger im April 1941 Generalstaatsanwälte und Oberlandesgerichtspräsidenten über das Programm informiert und mündlich angewiesen, Strafanzeigen entgegen dem Legalitätsprinzip unbearbeitet dem Reichsjustizministerium vorzulegen. Damit sollte alles verhindert werden, was die reibungslose Durchführung des Mordprogramms behindern könnte. Der Bischof von Limburg Antonius Hilfrich protestierte am 13. August 1941 beim Reichsjustizminister gegen die planmäßige Ermordung und die Missachtung des § 211 StGB.

### Prozesse

#### Wiesbadener Prozess und Nürnberger Prozesse

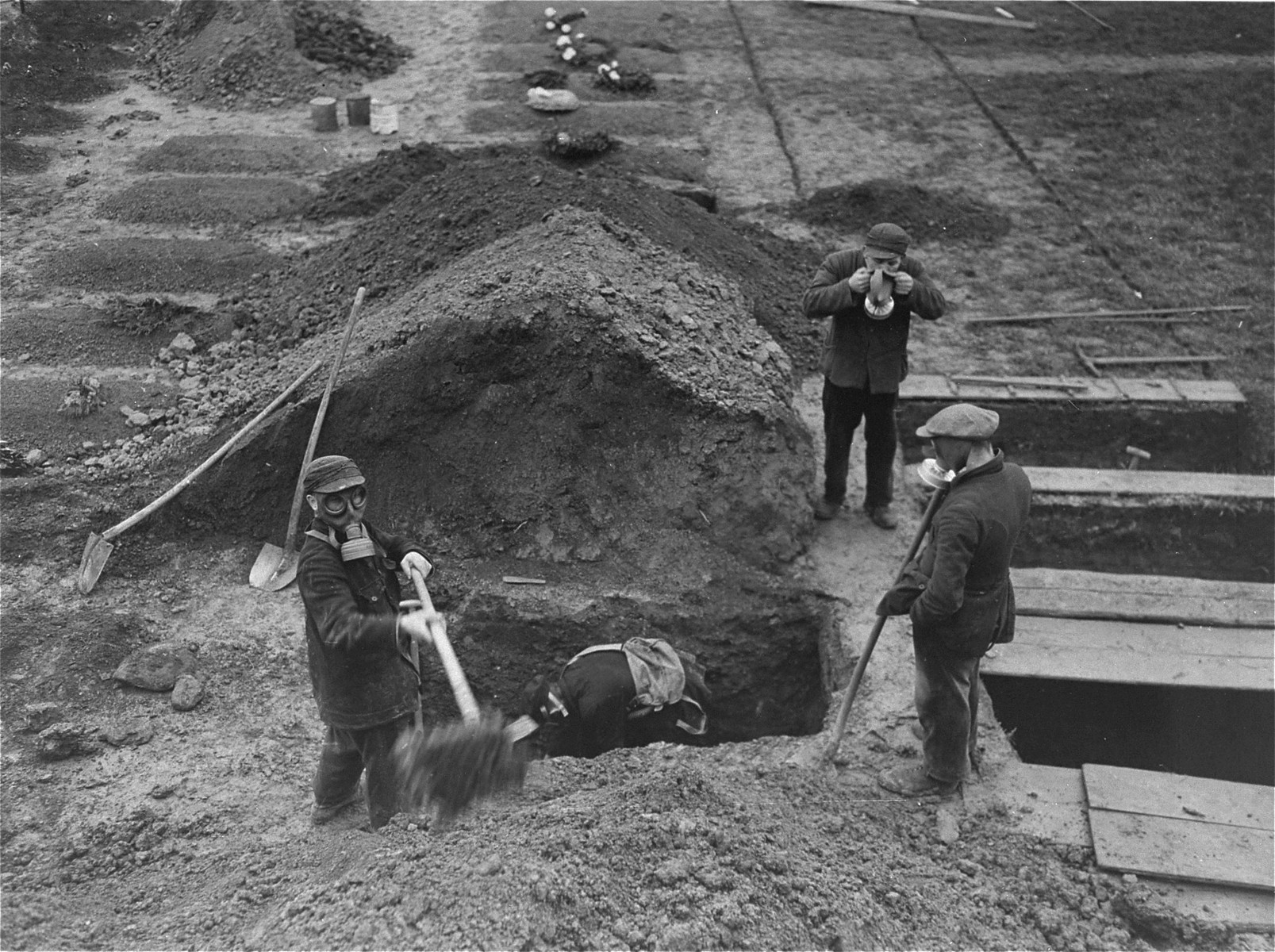
Exhumierung von getöteten Zwangsarbeitern, Hadamar April 1945

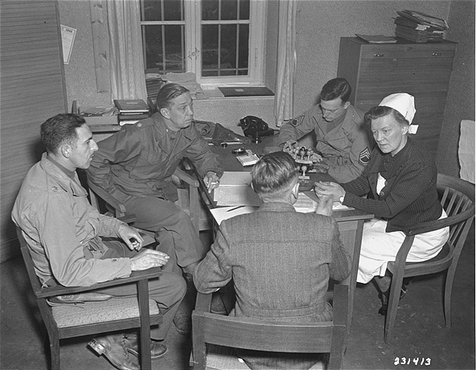
Vernehmung der Oberschwester Irmgard Huber, Hadamar Mai 1945

Im Wiesbadener Hadamar-Prozess vor einem amerikanischen Militärgericht wurde vom 8. bis 15. Oktober 1945 die Ermordung von 476 russischen und polnischen Zwangsarbeitern durch Leon Jaworski angeklagt. Alfons Klein und die Pfleger Heinrich Ruoff und Karl Willig wurden zum Tode, der Arzt Adolf Wahlmann wurde aufgrund seines hohen Alters zu lebenslänglicher Freiheitsstrafe verurteilt. Zwei Verwaltungsangestellte erhielten Freiheitsstrafen von 35 Jahren bzw. 30 Jahren, und die einzige weibliche Angeklagte, Irmgard Huber, bekam eine Freiheitsstrafe von 25 Jahren. Die Todesurteile wurden am 14. März 1946 vollstreckt. Eine Anklage wegen der Ermordung von etwa 15.000 weiteren Menschen war nicht möglich, da nach Kriegsrecht die Ermordung der eigenen Bevölkerung kein Kriegsverbrechen darstellt.
Im Nürnberger Prozess gegen die Hauptkriegsverbrecher wurde Hadamar in dem Beweismittelfilm Nazi-Konzentrationslager mit gezeigt, und gegen den angeklagten früheren Reichsinnenminister Wilhelm Frick wurde das Schreiben des Bischofs Hilfrich an das Innenministerium als Beweismitteldokument angeführt. Frick wurde u. a. wegen der Verantwortung für zahlreiche Euthanasiemorde zum Tode verurteilt. Die Tötung der angeblich tuberkulösen Zwangsarbeiter wurde beim Nürnberger Ärzteprozess von der Klagevertretung als Ausweitung und Fortsetzung der Euthanasiemorde vorgebracht.

#### Prozess vor dem Frankfurter Landgericht
Wegen der Morde an deutschen Patienten in den Jahren 1941 bis 1945 fand in Frankfurt am Main ein Prozess gegen insgesamt 25 Angeklagte statt, von denen 11 verurteilt wurden. Die Urteile in dem auch als Hadamar-Prozess bezeichneten Verfahren wurden im März 1947 gesprochen. Die Ärzte Gorgaß und Wahlmann wurden zum Tode verurteilt; die Strafen wurden vom hessischen Ministerpräsidenten in lebenslängliche Zuchthausstrafen umgewandelt. Die weiteren Strafen für hauptsächlich Krankenpfleger und Krankenschwestern beliefen sich auf 2 Jahre und 6 Monate bis 8 Jahre Zuchthaus. Die Strafen für Wahlmann und Gorgaß wurden dann weiter umgewandelt, und 1956 wurde Gorgaß als letztem Sträfling an Weihnachten die Haft durch den hessischen Ministerpräsidenten Zinn erlassen.

### Erforschung und Erinnerung
In dem US-amerikanischen Dokumentationsfilm Die Todesmühlen von 1945 wurden Sequenzen über die Exhumierung von Leichen und das Verhör der Anstaltsleitung verarbeitet. Der Film wurde im Rahmen des Umerziehungsprogramms gezeigt.
Die Erinnerung an die systematischen Krankenmorde auf dem Hadamarer Mönchberg begann von deutscher Seite im Jahr 1953 durch die Installation eines Gedenkreliefs im Eingangsbereich der ehemaligen Tötungsanstalt. In den 1960er Jahren wurde die Thematik u. a. im Spiegel aufgegriffen, jedoch nicht systematisch erforscht. Der Frankfurter Journalist und Wissenschaftler Ernst Klee recherchierte und publizierte umfänglich über die Morde auf dem Mönchberg in Hadamar. Im März 2018 übergab Klees Witwe Elke Klee den publizistischen und wissenschaftlichen Nachlass ihres Mannes an die Gedenkstätte Hadamar. Dort soll er baldmöglichst erschlossen und der Forschung zugänglich gemacht werden.
Der Rechtsnachfolger der für die Morde verantwortlichen Institution, der Landeswohlfahrtsverband Hessen, zeigte wenig Interesse an einer kritischen Befassung mit den Verbrechen. Im Jahr 1985 publizierten der Sozialarbeiter Gerhard Kneuker und der ärztliche Direktor Wulf Steglich einen nichtwissenschaftlichen Erfahrungsbericht. Das Buch basiert zum Teil auf Forschungen im Hessischen Hauptstaatsarchiv, insbesondere den Akten zum Hadamar-Prozess der Jahre 1946/1947, sowie auf eigenen Gesprächen mit Zeitzeugen.
Zu Beginn der 1980er Jahre gründeten 18 Studierende und zwei Professoren eine Arbeitsgruppe an der Fachhochschule Frankfurt am Main, deren definiertes Ziel die gründliche Erforschung der Krankenmorde auf dem Mönchberg war. Unter dem Arbeitstitel „Psychiatrie im Faschismus: Die Anstalt Hadamar 1933–1945“ begannen die Forscher, die im Hessischen Hauptstaatsarchiv vorhandenen Akten zum Hadamar-Prozess auszuwerten sowie die bisher unbearbeiteten Akten im Keller der ehemaligen Tötungsanstalt zu sichten und systematisch zu bearbeiten. Bis zu diesem Zeitpunkt waren die rund 5.000 im Keller der ehemaligen Mordanstalt gelagerten Patientenakten nicht beachtet oder archiviert worden. Vielmehr lagen sie „verstaubt und durchfeuchtet … archivarisch völlig unversorgt“ in einem nicht abgeschlossenen Kellerraum. Die sich über drei Jahre erstreckende Forschungsarbeit wurde durch den Landeswohlfahrtsverband nicht unterstützt, sondern behindert. Dies formulierte die von der Hessischen Landesregierung unterstützte Forschergruppe nach Abschluss der Arbeit in aller Deutlichkeit in ihrem Vorwort zu einer Publikation.
Die „Behinderungsstrategien … waren wesentlich bestimmt durch das Motiv, den in den Archiven lagernden politischen Zündstoff so weit wie möglich zu entschärfen.“ Trotz der institutionell-politischen Widerstände entstand die erste grundlegende Untersuchung der Rolle der Anstalt Hadamar, weil das Projekt durch die Hessische Landesregierung und den Minister für Soziales, Armin Clauss, unterstützt wurde. Bis in die Gegenwart wird die so entstandene wissenschaftliche Studie von Roer/Henkel nicht in den Literaturhinweisen der Gedenkstätte Hadamar auf den Seiten des LWV aufgeführt, obwohl die erste Ausstellung in den Kellerräumen der Mordanstalt auf dieser Studie basierte und somit der Grundstein für die Einrichtung der Gedenkstätte Hadamar gelegt war. Erst im Jahr 2002 erfolgte, diesmal allerdings unter der Federführung des Landeswohlfahrtsverbands Hessen, eine grundlegende Erforschung der Rolle des Bezirksverbands im Rahmen der Aktion T4 und der sich anschließenden 2. Phase der Krankenmorde. Nachdem die vormals im Berlin Document Center gelagerten Akten zur Aktion T4, also der 1. Mordphase, im Bundesarchiv Berlin seit Mitte der 1990er Jahre allgemein zugänglich sind, ist die systematische Aufarbeitung auch und gerade von Opferbiografien Gegenstand zahlreicher Studien.

### Gedenkstätte Hadamar

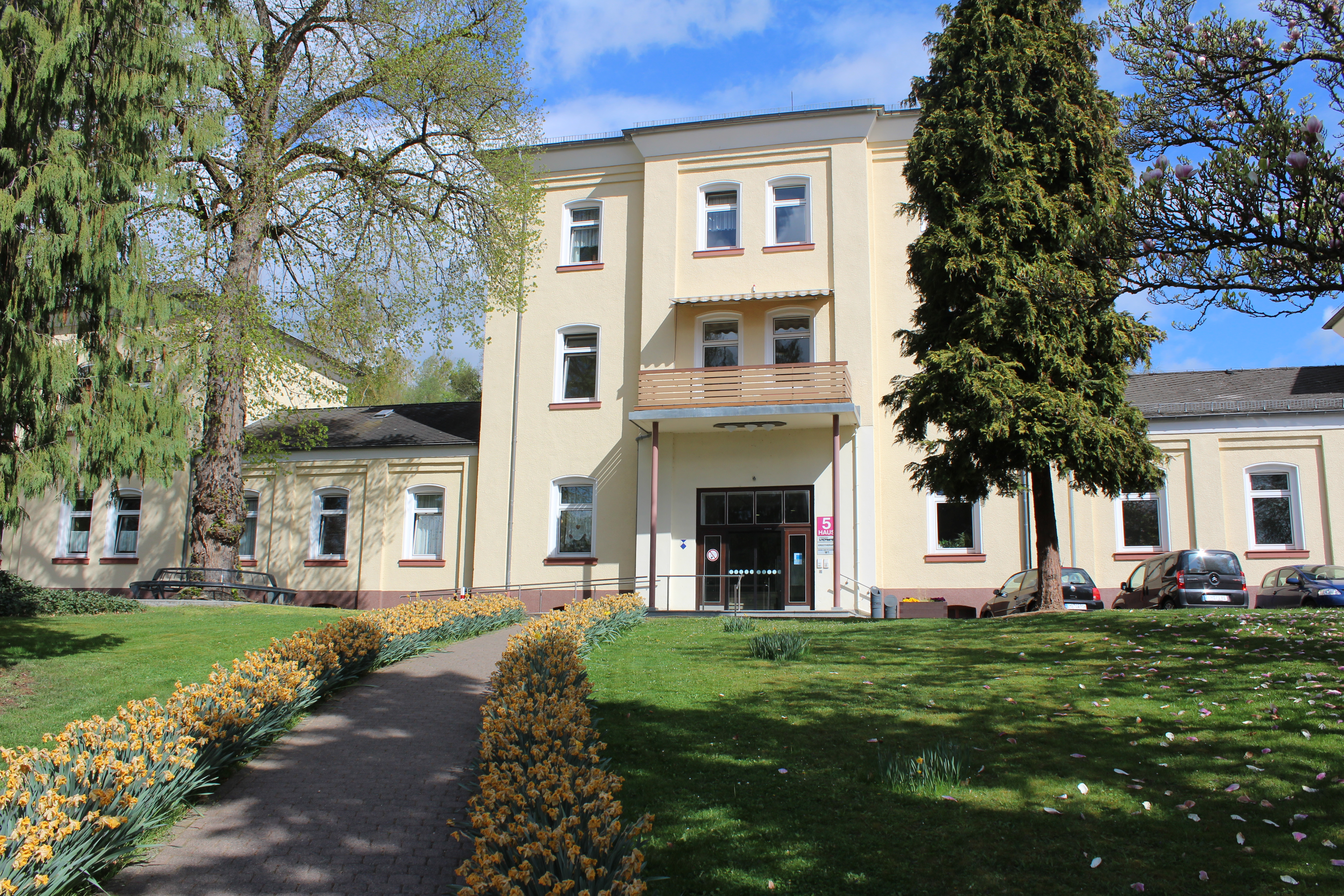
Außenansicht des heutigen Hauptgebäudes

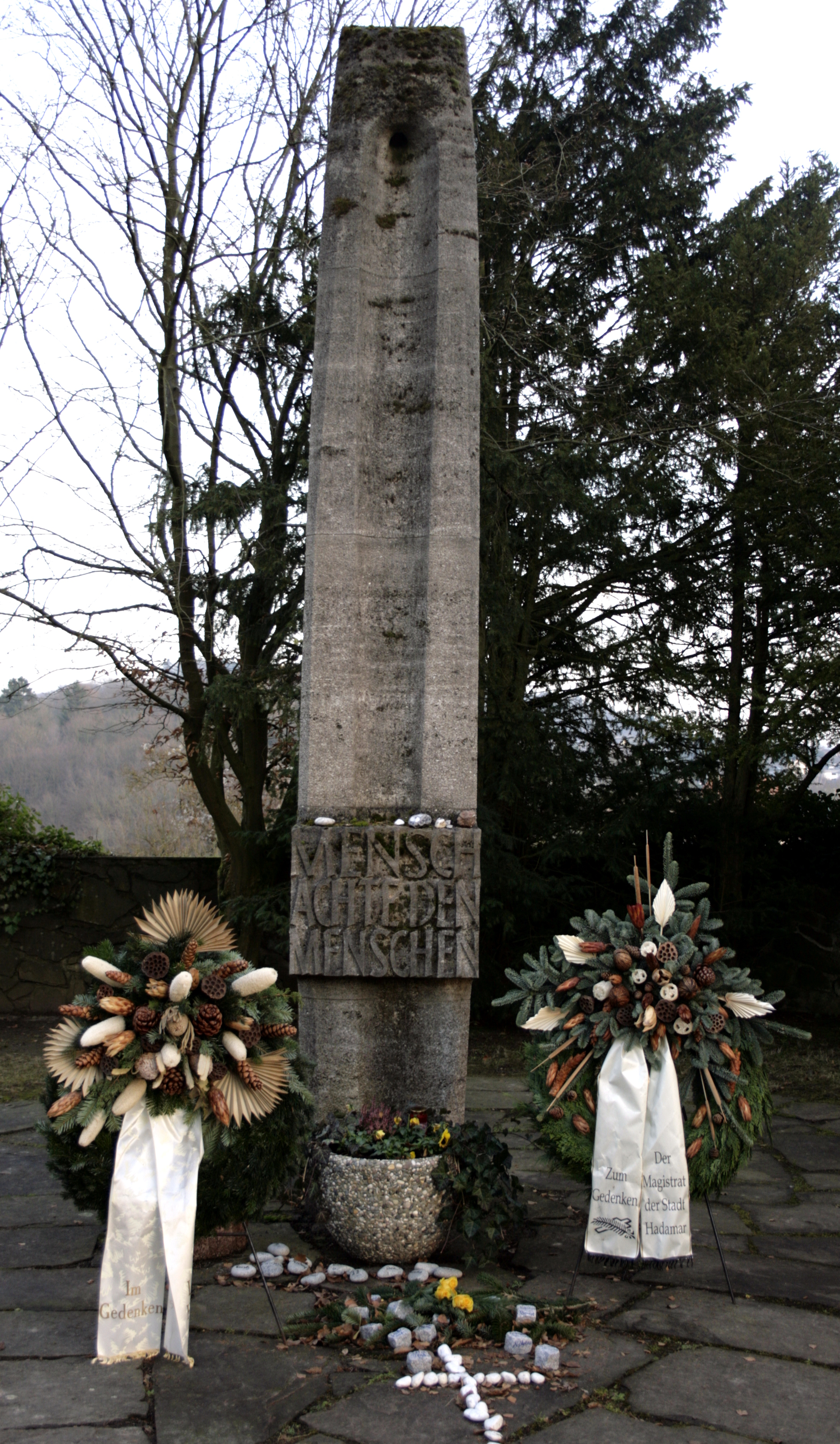
Mahnmal auf dem Friedhof der Gedenkstätte (2008)

Im Jahr 1953 wurde in der Eingangshalle des Psychiatrischen Krankenhauses Hadamar ein Wandrelief angebracht. 1964 wurde der Friedhof, auf dem die Toten der Jahre 1942 bis 1945 in Massengräbern liegen, umgestaltet und durch den Kirchenpräsidenten der Evangelischen Kirche in Hessen und Nassau, Pfarrer Martin Niemöller, der Öffentlichkeit übergeben. Ein Mahnmal und symbolische Grabsteine erinnern an die Opfer. Bis heute weiß man nicht, wohin die Asche der Menschen aus der ersten Tötungsphase gebracht wurde.
1983 erarbeiteten vier Gießener Studenten eine erste Ausstellung über die Krankenmorde, die in den Kellerräumen der einstigen Tötungsanstalt gezeigt wurde. Diese ehrenamtliche Initiative gilt als Gründungsimpuls für die Gedenkstätte Hadamar, die bis in die Gegenwart in der offiziellen Geschichtsschreibung des Landeswohlfahrtsverbandes Hessen nur zögerlich anerkannt wird. 1991 wurde der Öffentlichkeit durch den Landeswohlfahrtsverband Hessen eine neu konzipierte Dauerausstellung präsentiert, die seitdem im Erdgeschoss des Gebäudes untergebracht ist. Betrieb und Pflege der Gedenkstätte liegen beim Landeswohlfahrtsverband.
Die Gedenkstätte umfasst neben der Ausstellung ein Archiv (Außenstelle des Archivs des Landeswohlfahrtsverbandes Hessen in Kassel), eine Bibliothek und Seminarräume. Ein Förderverein unterstützt die Arbeit der Gedenkstätte. Rund 15.000 Menschen besuchen pro Jahr die Gedenkstätte, die meisten von ihnen im Rahmen einer etwa dreistündigen Führung. Zusätzlich zum Denkmalschutz hat die Gedenkstätte den Schutzstatus für den Kriegsfall nach der Haager Konvention erhalten. Im September 2019 wurde bekannt, dass die Gedenkstätte bis 2025 vergrößert und modernisiert werden soll.
Im Jahr 2007 erhielt die Gedenkstätte Hadamar den Preis für Innovation in der Erwachsenenbildung für Wir entdecken unsere Geschichte. Menschen mit Lernschwierigkeiten arbeiten zum Thema NS-‚Euthanasie’-Verbrechen in der Gedenkstätte Hadamar.
Leiter der Gedenkstätte ist seit April 2014 der Historiker Jan Erik Schulte.
Am 18. Oktober 2023 wurde ein neues Denkmal in der Stadt eingeweiht, das besonders an den logistischen Überbau des organisierten Mordens erinnern soll: an die grauen Busse, die tausende Menschen abholten und schließlich zur Tötungsanstalt transportierten.

### Opferdatenbank
Seit dem Jahr 2006 steht eine digitale Opferdatenbank zur Verfügung, die in ihrer Vollständigkeit einmalig für die sechs Tötungsanstalten ist. Mit ihrer Hilfe ist es möglich, Angehörige bei der Aufdeckung der verschleierten Todesumstände zu unterstützen. Sie leistet so einen wichtigen Beitrag zum Gedenken.

### Stolpersteine
Stolpersteine des Künstlers Gunter Demnig werden dezentral am letzten Wohnort der Mordopfer verlegt und erinnern dort an die Opfer.
Erste Hinweise auf die Opfer der Tötungsanstalt Hadamar geben Transportlisten und die Opferdatenbank von Hadamar. Flankierend werden die Lebensläufe der Opfer recherchiert, dokumentiert und offenbaren das Vorgehen der Täter und die Traumatisierung und Benachteiligung der Familienangehörigen und Nachkommen.

### Bekannte Todesopfer
- Carl Langhein (1872 bis 26. Juni 1941), Maler und Grafiker
- Eduard Senz (1877 bis 28. Februar 1941), Original (Neunkirchen (Saar))
- Gustav Sievers (1865 bis 16. Juni 1941), Zeichner
- Gertrud Stockhausen (1900 bis 27. Mai 1941), Mutter des Komponisten Karlheinz Stockhausen[41]

## Film
- Thomas Koerner: „War der Hitler ein Drecksack“ – Ein Besuch der Gedenkstätte Hadamar. Deutschland, 2007; 30 Min.
- Der Spielfilm „Nebel im August“ (Deutschland, 2016) des Regisseurs Kai Wessel referenziert Hadamar mehrfach.